# Васькино (Сюмсинський район)
Ва́ськино (рос. Васькино) — присілок у складі Сюмсинського району Удмуртії, Росія.
Населення — 329 осіб (2010; 394 в 2002).
Національний склад (2002):
- удмурти — 55 %
- росіяни — 41 %

## Урбаноніми[3]
- вулиці — Зелена, Квіткова, Клубна, Ключева, Молодіжна, Перемоги, Пісочна, Праці, Садова, Шкільна